# 大池乡
大池乡是中国陕西省汉中市镇巴县下辖的一个乡。

## 行政区划
大池乡下辖以下行政区：
大池坝村、瓦石村、胡家坪村、茶园河村、迎春村